# Liste des maires de Capvern

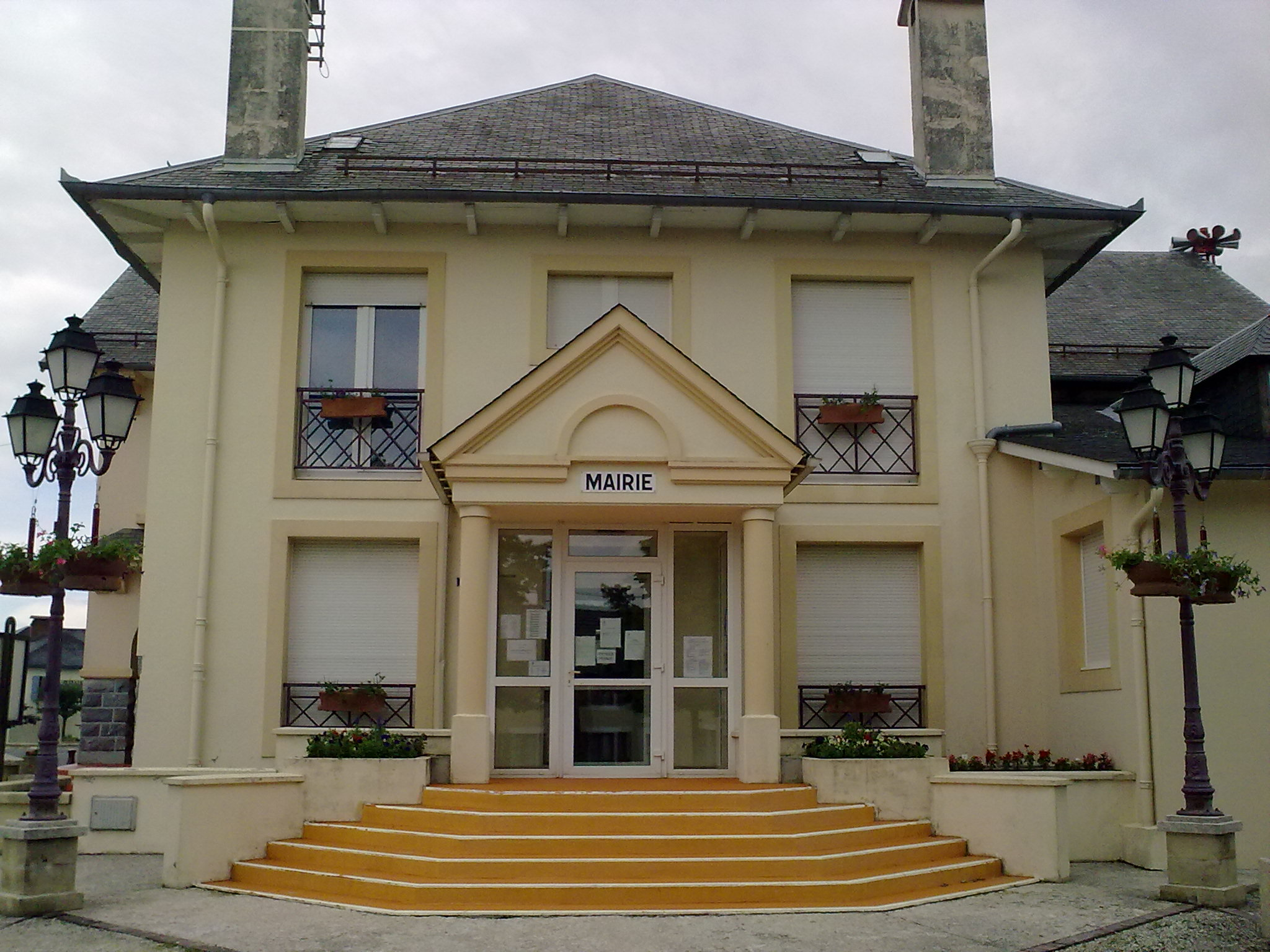
L'hôtel de ville de Capvern.

Cet article dresse une liste par ordre de mandat des maires de Capvern.

## Liste des maires
| Période                                  | Période                   | Identité                | Étiquette | Qualité |
| ---------------------------------------- | ------------------------- | ----------------------- | --------- | --- |
| Les données manquantes sont à compléter. |                           |                         |           | |
| 1790                                     | 1792                      | Luc Mermoget            |           | |
| 1792                                     | 1795                      | Jean Pierre Bègue       |           | |
| 1795                                     | 1797                      | Florentin Bègue         |           | |
| 1797                                     | 1800                      | Jean Pailhe             |           | |
| 1800                                     | 1803                      | Jean François Bègue     |           | |
| 1803                                     | 1803                      | Jean Tajan              |           | |
| 1803                                     | 1806                      | Jean Pailhe             |           | |
| 1806                                     | 1807                      | Jean François Bègue     |           | |
| 1807                                     | 1815                      | Laurent Taillade        |           | |
| 1815                                     | 1818                      | Jean François Bègue     |           | |
| 1818                                     | 1821                      | Bertrand Mariande       |           | |
| 1821                                     | 1826                      | Jean Tajan              |           | |
| 1826                                     | 1831                      | Mathieu Pailhe          |           | |
| 1831                                     | 1832                      | Pierre Laran            |           | |
| 1832                                     | 1835                      | Bertrand Mariande       |           | |
| 1835                                     | 1846                      | Mathieu Pailhe          |           | |
| 1846                                     | 1847                      | Paul Laran              |           | |
| 1847                                     | 1848                      | Guillaume Larroque      |           | |
| 1848                                     | 1852                      | Jean François Lafforgue |           | |
| 1852                                     | 1858                      | Mathieu Pailhe          |           | |
| 1858                                     | 1859                      | Jean François Lafforgue |           | |
| 1859                                     | 1863                      | Pierre Laran            |           | |
| 1863                                     | 1870                      | Vital Pailhe            |           | |
| 1870                                     | 1876                      | Édouard Doat            |           | |
| 1876                                     | 1876                      | Pierre Abadie           |           | |
| 1876                                     | 1878                      | Dominique Aubac         |           | |
| 1878                                     | 1884                      | Pierre Abadie           |           | |
| 1884                                     | 1887                      | Jean Pierre Laran       |           | |
| 1887                                     | 1892                      | François Barège         |           | |
| 1892                                     | 1899                      | Jean Laran              |           | |
| 1899                                     | 1900                      | Bernard Laran           |           | |
| 1900                                     | 1908                      | Pierre Pailhe           |           | |
| 1908                                     | 1910                      | Pierre Barège           |           | |
| 1910                                     | 1945                      | François Laran          |           | |
| 1945                                     | 1955                      | Joseph Dutrey           |           | |
| 1955                                     | 1959                      | Paul Mailho             |           | |
| 1959                                     | 1977                      | Jean-Pierre Ricaud      |           | |
| 1977                                     | 1983                      | René Laran              |           | Diplômé d'honneur des anciens combattants de l'armée française 1939-1945                                                               |
| mars 1983                                | mars 2008                 | Gilbert Dastugue        | PCF       | Artisan à la retraite Candidat aux élections cantonales de 2001                                                                        |
| mars 2008                                | mars 2014                 | André Laran             | PCF       | Enseignant à la retraite 1er adjoint au maire Candidat aux élections cantonales de 2008,                                               |
| mars 2014                                | 21 juillet 2014           | Gilbert Dastugue,       | PCF       | Artisan à la retraite |
| 21 juillet 2014,                         | 19 septembre 2014         | Jacques Debien          |           | Président de la délégation spéciale |
| 19 septembre 2014,                       | 2 octobre 2017            | Gilbert Dastugue,       | PCF       | Artisan à la retraite 4e adjoint au maire (2017-) Candidat aux élections départementales de 2015                                       |
| 2 octobre 2017,                          | en cours (au 27 mai 2020) | Jean-Paul Laran         |           | Agent de fabrication à la Socata Technicien qualité à l'entreprise Daher Conseiller municipal (1989-2014) Adjoint au maire (2014-2017) |